# Chippenhall Green
Chippenhall Green – przysiółek w Anglii, w Suffolk. Leży 33.1 km od miasta Ipswich i 134.8 km od Londynu. Chippenhall jest wspomniana w Domesday Book (1086) jako Cebbenhala/Cibbehala/Cipbenhala/Cybenhalla.

## Historia
Chippenhall Green, wspomniana w Domesday Book, była jednym z niewielkich przysiółków hrabstwa Suffolk, który w średniowieczu doświadczał zmian gospodarczych i demograficznych. W XV wieku Suffolk przechodziło znaczące zmiany związane z redukcją populacji i spadkiem dochodów z podatków feudalnych. W kontekście tych zmian, Chippenhall Green prawdopodobnie należało do miejsc o niskiej liczbie gospodarstw domowych, które uzyskały zwolnienie podatkowe z powodu spadku ludności. Jak podają badania, na terenie Suffolk wiele małych miejscowości z populacjami poniżej 10 gospodarstw przetrwało dzięki takim ulgom, co miało znaczący wpływ na ich późniejszy rozwój.

## Ekologia i bioróżnorodność
Chippenhall Green leży w rejonie o zróżnicowanym ekosystemie. Obszary te są częścią szerszych inicjatyw ochrony środowiska, prowadzonych przez organizacje takie jak Broads Authority i Suffolk Wildlife Trust, mających na celu ochronę lokalnej flory i fauny, które obejmują liczne gatunki roślin i zwierząt, a także ważne miejsca lęgowe dla ptaków.